# 郭偉信
郭偉信是品酒評委、酒評人、波爾多葡萄酒學院認可講師及葡萄酒專欄作家。
1983年，郭偉信於美國取得工商管理學士學位後，開始修讀與餐飲業相關的專業課程，分別於1985年及1992年考獲法國巴黎藍帶烹飪學校高級文憑及法國波爾多大學葡萄酒學碩士，是首位獲得該資歷的華人。
郭偉信於1993年開設「法式牛扒屋」（W's Entrecôte）， 是當時香港首間法式牛扒屋。於1997年，郭偉信獲法國政府農業、漁業及食品部頒發騎士勳章（Chevalier The L'Ordre du Merite Agricole）。
2009年，郭偉信與香港無線電視合作，拍攝介紹法國葡萄酒的電視節目《尋味葡萄》，夥拍藝員黃宗澤和美食專欄作家葉澍堃，介紹法國多個世界知名的葡萄酒產區。
此外，郭偉信亦曾擔任《飲食男女——每酒一字》專欄作家。後，郭偉信多於不同機構擔任葡萄酒工作坊講師，向大眾推廣葡萄酒。郭偉信於2024年5月31日，被香港葡萄酒商會（HKWCC）委任為榮譽顧問。

## 著作
- 《郭偉信之美酒佳餚》：萬里機構（香港），2001年1月出版[26]。
- 《世界廚房：越南菜》：萬里機構（香港），2003年10月出版[27][28]。
- 《精選法國酒有聲彙編》：好出版有限公司，2010年10月出版[29][30]。